# سرگئی ماتویف
سرگئی ماتویف (روسی: Серге́й Юрьевич Матвеев؛ زادهٔ ۸ سپتامبر ۱۹۷۲) قایقران روئینگ اهل روسیه است.